# 三澤寺 (富士宮市)
三澤寺（さんたくじ）は、静岡県富士宮市大鹿窪にある日蓮宗の寺院。

## 概要
山号は弘法山。旧本山は大本山池上本門寺。旧寺格は緋金襴寺跡。寺院の法縁は池上中道不二庵法類の大久保法縁、住職の法縁は親師法縁。

## 歴史
日蓮の直檀である身延三澤の地頭・三澤昌弘が徳治3年（1308年）に剃髪し、三澤院法昌日弘と称して邸館を伽藍に改めた事をその淵源とする。 昌弘は日蓮から『三澤御房御返事』や『三澤抄』といった書状を送られる程の篤信家であり、その内容によれば身延山在山中の日蓮に柑子や昆布を献上するなどして生活を支えたという。時が下り承応3年（1654年）12月に、10世・実成院日相が七面山での一千日水行を成満し祈祷相承三澤流の流祖となった。その高名は瞬く間に広まり、鳥取藩第2代藩主池田綱清が大病を患った際に日相に平癒祈願を依頼したところ忽ちに癒えた事から以後深く帰依し、明暦3年（1657年）4月8日には長興山妙本寺・長栄山本門寺19世・僧那院日豊の助力を得て寺跡を身延三澤から大鹿窪に移転させ、寺領4町四方（48,000坪）を寄進し新たに本堂・庫裡・七面堂を建立したと伝えられている。 このような経緯から大鹿窪には三澤寺に関わる石碑が多く点在し、境内には大鹿窪に隣接する由野郷（現在の富士宮市柚野）に土着していた篠原氏の子孫により建立された供養塔がある。
更に時が下り、綱清が江戸府中大久保に鳥取藩抱屋敷を構えた際には、その付近に堂宇を建立。日相を開山に迎え春時山光清院と称し（後に春時山法善寺と改称）中正院日護の作と伝えられる七面大明神像を奉安した。 この時から池上本門寺の客末となったと考えられている。このように三澤寺と法善寺の関係は極めて密接であり、24代にわたる法善寺歴代住職の内、実に6人が三澤寺から晋山している。 また、清月山覚蔵寺（東京都杉並区下高井戸）の開山から4世までが法善寺と全く同じ（両山一首）である事から同様に密接な関係にあると言える。なお法善寺は、三澤寺の格式と鳥取藩の権威を背景として歴代住職が護持丹精・教線拡張に精進した結果、大久保法縁縁頭寺として池上中道不二庵法類の一翼を担うまでになった。
その後、大正7年（1918年）8月に全山が灰燼に帰す憂き目に遭うが、歴代住持の護持丹精によって寺観を一新。33世・太玄院日滋（望月桓匡）は経栄山題経寺（柴又帝釈天）17世を経て総本山身延山久遠寺88世となった。現在は、永代供養納骨塔「はるかぜの塔」を建立し、また清心会空手道連盟の静岡支部として境内に道場を構えるなど、広く一般社会に対して門戸を開いている。

## アクセス
富士急静岡バスS131柚野線「三沢寺前」停留所下車。（JR身延線西富士宮駅または富士宮駅からS131上柚野行バスで約25分。）